# Єрней Годец
Єрней Годец (16 січня 1986) — словенський плавець.
Учасник Олімпійських Ігор 2004, 2008 років.
Переможець літньої Універсіади 2009 року.